# Dicranomyia swezeyi
Dicranomyia swezeyi là một loài ruồi trong họ Limoniidae. Chúng phân bố ở miền Australasia.